# Ich bin getauft auf deinen Namen

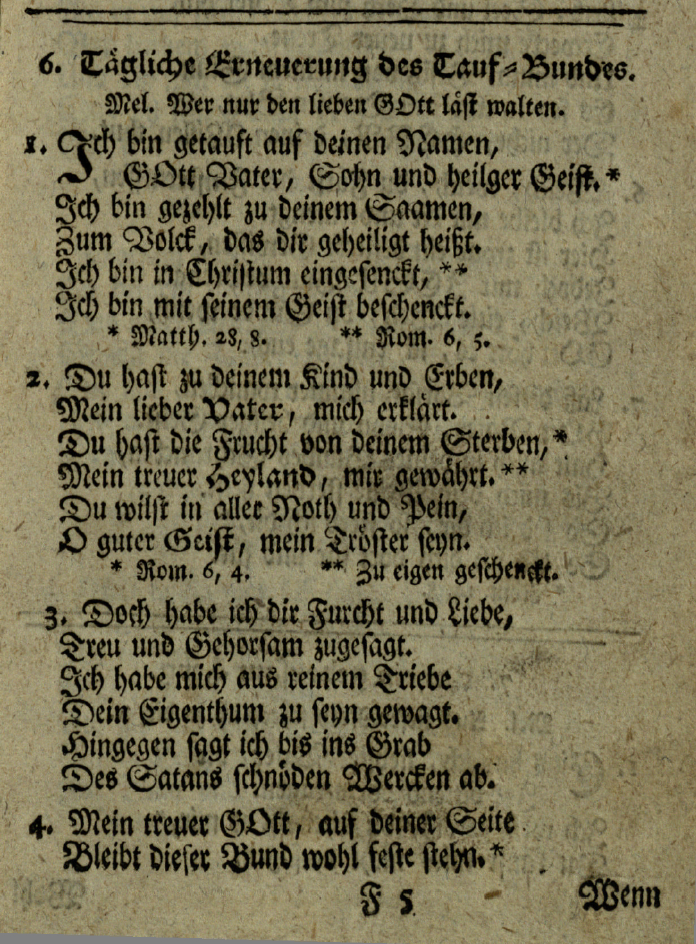
Ich bin getauft auf deinen Namen Originalausgabe 1734 – Teil 1

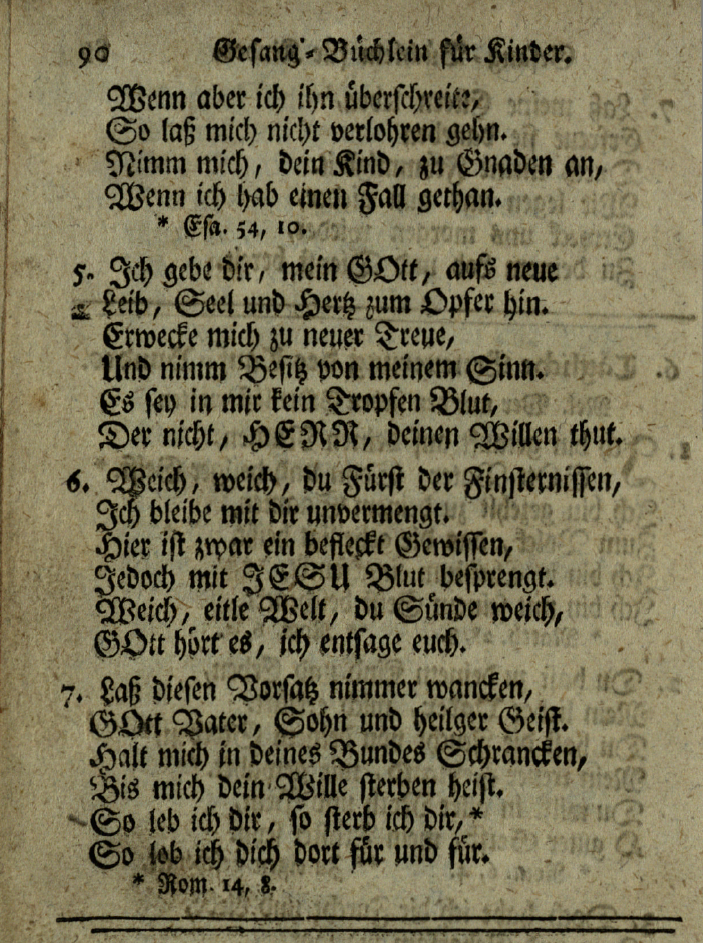
Ich bin getauft auf deinen Namen Originalausgabe 1734 – Teil 2

Ich bin getauft auf deinen Namen ist ein Kirchenlied von Johann Jakob Rambach aus dem Jahr 1734. Das Lied wird oft im Anschluss an eine Taufe, zur Konfirmation oder zur Tauferinnerung gesungen und ist wohl das bekannteste evangelische Tauflied. In der Perikopenordnung der evangelischen Kirche ist es das Wochenlied zum 6. Sonntag nach Trinitatis, der die Taufe thematisiert.
Die Liturgische Konferenz zählt das Lied zu den 33 Kernliedern im Evangelischen Gesangbuch, die in allen Bereichen kirchlicher Arbeit zum Einsatz kommen sollen; dort ist es das einzige Lied im Themenblock „Taufe und Konfirmation“. Das Lied ist in vielen protestantischen Liederbüchern unterschiedlicher Gemeindetraditionen enthalten.

## Inhalt
Das Lied wurde von Johann Jakob Rambach in seinem Buch Erbauliches Handbüchlein für Kinder unter die Überschrift Tägliche Erneuerung des Taufbundes gestellt und gibt eine Lutherisch-pietistische Tauftheologie wieder, bei der das lyrische Ich des Sängers auf seine in der Vergangenheit geschehene Taufe zurückblickt und sich dieser vergewissert. Inhaltlich geht es dabei um die Gotteskindschaft durch die Taufe. Das Lied soll dazu dienen, die Taufe nicht gedankenlos als erworbenen Besitz zu verstehen, sondern sich ihr ständig neu zu verpflichten. Während Rambach und seine Leser damit zweifelsohne eine Kindertaufe verbanden, ist das Lied auch für Anhänger der Erwachsenentaufe inhaltlich anschlussfähig und kommt in den Liederbüchern von baptistischen und mennonitischen Gemeindebünden vor.
In der ersten Strophe spricht die singende Person von sich selbst ich bin getauft und bekennt so Gottes Handeln. Im Gegensatz zu einem Glaubensbekenntnis ist das Lied allerdings als Gebet, d. h. als innige Ansprache an Gott, ausgestaltet, der in der zweiten Strophe direkt angesprochen wird. Auffällig ist, dass Rambach das Lied durchgängig trinitarisch ausgestaltet, d. h. Gott als Vater, Sohn und Heiligen Geist in den Blick nimmt. Dies folgt der Taufformel aus Matthäus 28,18 , die von Rambach in einer Fußnote zu Strophe 1 referenziert wird. In Strophe 2 werden die Personen der Trinität direkt angesprochen; die Anreden mein lieber Vater, mein treuer Heiland und o guter Geist greifen biblische Bezüge auf, lassen aber auch erkennen, dass das Lied Ausdruck einer innigen Beziehung zu Gott ist. In der dritten Strophe wird die auf Gottes Zusage antwortende Bundesverpflichtung auf Seiten des Menschen betont. Die Benennung von Furcht und Liebe wird von Kommentatoren als Anspielung auf Luthers Kleinen Katechismus gedeutet, in dem der Reformator die Auslegung der Zehn Gebote jeweils mit wir sollen Gott fürchten und lieben einleitet. Durch diese drei ersten Strophen wird die Taufe in ihrem äußeren Vollzug und mit dem inneren Ja des Menschen vergegenwärtigt. Die vierte Strophe lenkt den Blick von der Vergangenheit in die Gegenwart und Zukunft: Während Gott dem in der Taufe geschlossenen Bund aus seinem Wesen heraus treu ist (Rambach verweist hier explizit auf Jesaja 54,10 ), gelingt dies dem Menschen regelmäßig nicht, so dass um Gnade und Wiederannahme gebeten wird. Die fünfte Strophe wird daher als Erneuerung des Taufbundes interpretiert. In der sechsten Strophe schlägt das Lied – wieder in trinitarischer Ansprache an Vater, Sohn und Geist – den Bogen zu Tod und Ewigkeitshoffnung. Rambach zitiert hierbei Römer 14,8  und referenziert dies auch in einer Fußnote.
Das Lied hatte ursprünglich sieben Strophen, von denen die vorgenannten sechs in nur geringfügiger sprachlicher Abwandlung von Rambachs Text heute gebräuchlich sind. Zwischenzeitlich erfolgte Umdichtungen konnten sich nicht behaupten; teilweise wurden weniger Strophen oder sogar eine zusätzliche, nicht von Rambach stammende Strophe aufgenommen; dies hat sich nicht durchgesetzt. Die Evangelisch-Lutherische Freikirche hat alle sieben Strophen in ihrem Liederbuch. In der üblichen sechsstrophigen Form fällt die vorletzte Strophe Rambachs aus, die den Gedanken an die Absage an den Teufel, der schon in Strophe 3 vorkommt, nochmals aufgreift und mit einer Absage an die Welt und die Sünde verbindet. Dieser Aspekt war historisch seit der frühen Christenheit Teil der Taufliturgie, ist aber heute kein regelmäßiger Teil der generellen protestantischen Taufpraxis.
Rambach griff für die Inhalte seines Liedes auf ein von ihm im gleichen Buch unter dem Titel Tägliche Erneuerung des Tauf-Bundes veröffentlichtes Gebet zurück, dem er den Vers Die Taufe ist der Bund eines guten Gewissens mit Gott 1. Petrus 3,21  voranstellte. Dieses Gebet enthält wesentliche Kernelemente des Liedes, insbesondere die Dankbarkeit für Gottes Handeln, die Betonung der Gotteskindschaft, die Erkenntnis der Möglichkeit eigener Untreue gegenüber dem Bund mit Gott und das Vertrauen auf Gottes Gnade.

## Melodie
Rambach selbst gibt als Melodie diejenige des Liedes Wer nur den lieben Gott lässt walten (EG 369) an, wobei nicht völlig eindeutig ist, ob es sich dabei um die heute übliche Melodie dieses Chorals handelt. Im Lauf der Zeit finden sich daneben verschiedene Melodiezuweisungen; darunter seit 1883 die Melodie von O dass ich tausend Zungen hätte (EG 330), die sich seit dem Deutschen Evangelischen Gesangbuch 1915 als üblich durchgesetzt hat und auch in heutigen Liederbüchern regelmäßig für dieses Lied angegeben ist. Mit ihrem „zuversichtlichen Charakter“ wird diese Melodie als gut zu dem Lied passend wahrgenommen.

## Rezeption
Das Lied fand sich bereits im 18. Jahrhundert in vielen Liederbüchern und wurde zu einem festen Bestandteil der Tauf- und Konfirmationslieder; um 1900 enthielten praktisch alle deutschsprachigen Gesangbücher dieses Lied.
Es wurde in mehrere Sprachen übersetzt, die englische Fassung Baptized into Thy Name Most Holy, übersetzt von Catherine Winkworth 1858, verdrängte zeitweise sogar Luthers Tauflied Christ, unser Herr, zum Jordan kam aus dem Lutheran Hymnal der Lutheran Church – Missouri Synod. Eine andere englischsprachige Fassung, übersetzt von Charles William Schaeffer im Jahr 1860, trägt den Titel Father, Son, and Holy Spirit, I’m baptized in thy dear name.

## Text
Rambach 1734

Ich bin getauft auf deinen Namen /

GOtt Vater / Sohn und heilger Geist.

Ich bin gezehlt zu deinem Saamen /

Zum Volck / das dir geheiligt heißt.

Ich bin in Christum eingesenckt /

Ich bin mit seinem Geist beschenckt.

Du hast zu deinem Kind und Erben /

Mein lieber Vater / mich erklärt.

Du hast die Frucht von deinem Sterben /

Mein treuer Heyland / mir gewährt.

Du wilst in aller Noth und Pein /

O guter Geist / mein Tröster seyn.

Doch hab ich dir auch Furcht und Liebe /

Treu und Gehorsam zugesagt.

Ich habe mich aus reinem Triebe

Dein Eigenthum zu seyn gewagt.

Hingegen sagt ich bis ins Grab

Des Satans schnöden Wercken ab.

Mein treuer GOtt / auf deiner Seite

Bleibt dieser Bund wohl feste stehn.

Wenn aber ich ihn überschreite /

So laß mich nicht verlohren gehn.

Nimm mich / dein Kind / zu Gnaden an /

Wenn ich hab einen Fall gethan.

Ich gebe Dir / mein GOtt / aufs neue

Leib / Seel und Hertz zum Opfer hin.

Erwecke mich zu neuer Treue /

Und nimm Besitz von meinem Sinn.

Es sey in mir kein Tropfen Blut /

Der nicht / HERR / deinen Willen thut.

Weich / weich / du Fürst der Finsternissen /

Ich bleibe mit dir unvermengt.

Hier ist zwar ein befleckt Gewissen/

Jedoch mit JEsu Blut besprengt.

Weich / eitle Welt / du Sünde weich!

GOtt hört es / ich entsage euch.

Laß diesen Vorsatz nimmer wancken /

GOtt Vater / Sohn und heilger Geist.

Halt mich in deines Bundes Schrancken

Bis mich dein Wille sterben heist.

So leb ich dir / so sterb ich dir /

So lob ich dich dort fur und für.
Evangelisches Gesangbuch 2019

Ich bin getauft auf deinen Namen,

Gott Vater, Sohn und Heilger Geist;

ich bin gezählt zu deinem Samen,

zum Volk, das dir geheiligt heißt;

Ich bin in Christus eingesenkt,

ich bin mit seinem Geist beschenkt.

Du hast zu deinem Kind und Erben,

mein lieber Vater, mich erklärt;

du hast die Frucht von deinem Sterben,

mein treuer Heiland, mir gewährt;

du willst in aller Not und Pein,

o guter Geist, mein Tröster sein.

Doch hab ich dir auch Furcht und Liebe,

Treu und Gehorsam zugesagt;

ich hab, o Herr, aus reinem Triebe

dein Eigentum zu sein gewagt;

hingegen sagt ich bis ins Grab

des Satans schnöden Werken ab.

Mein treuer Gott, auf deiner Seite

bleibt dieser Bund wohl feste stehn;

wenn aber ich ihn überschreite,

so lass mich nicht verloren gehn;

nimm mich, dein Kind, zu Gnaden an,

wenn ich hab einen Fall getan.

Ich gebe dir, mein Gott, aufs Neue

Leib, Seel und Herz zum Opfer hin;

erwecke mich zu neuer Treue

und nimm Besitz von meinem Sinn.

Es sei in mir kein Tropfen Blut,

der nicht, Herr, deinen Willen tut.

Lass diesen Vorsatz nimmer wanken,

Gott Vater, Sohn und Heilger Geist.

Halt mich in deines Bundes Schranken,

bis mich dein Wille sterben heißt.

So leb ich dir, so sterb ich dir,

so lob ich dich dort für und für.